# Нанси
Нанси́ (фр. Nancy [nɑ̃.si]; ист. На́нциг, нем. Nanzig; На́нциг, люкс. Nanzeg) — город и коммуна во Франции, административный центр (префектура) департамента Мёрт и Мозель в регионе Лотарингия. Расположен на реке Мозель, у пересечения её каналом Марна — Рейн. Узел железнодорожных линий на Париж, Страсбург, Льеж.

## История
Несмотря на множество доисторических артефактов, найденных на месте современного Нанси, город на реке Мёрт стал упоминаться лишь с VIII века. Традиционно с XII века Нанси был столицей герцогства Лотарингского, затем провинции и региона с названием Лотарингия (Lorraine). В 1477 году при Нанси произошло историческое сражение между поддержанными Францией швейцарско-лотарингскими войсками герцога Рене II и войском герцога бургундского Карла Смелого, который погиб в этом сражении.
В XIII—XVIII веках Нанси был главной резиденцией герцогов Лотарингских. Город пережил свой расцвет при Станиславе Лещинском, который в 1704—1711 годах был королём Польши. После поражения шведских войск Карла XII (с помощью которого Лещинский получил польское королевство) в 1709 году под Полтавой Лещинский эмигрировал во Францию. В 1725 году он выдал свою дочь Марию замуж за французского короля Людовика XV. После вторичного пребывания на польском троне в 1733—1734 годах Станислав Лещинский был изгнан из Польши и в 1736 году получил во владение Лотарингию. В 1766 году, после смерти Лещинского, город вошёл в состав Франции вместе со всей Лотарингией. Во время франко-прусской войны 1870—1871 годов был занят немецкими войсками, однако после войны по условиям Франкфуртского договора не вошёл в ту небольшую часть Лотарингии, которая перешла к Германии, и осталась в составе Франции; Нанси стал одним из центров движения за реванш, в нём был воздвигнут памятник потерянным провинциям. В 1914 году, во время Первой мировой войны, около Нанси велись ожесточённые бои. После оккупации Франции гитлеровской Германией (1940) район Нанси стал одним из очагов движения Сопротивления. В сентябре 1944 года Нанси освобождён от оккупантов.

## Демография
Население на 2010 год составляло 105 421 человек. Население Большого Нанси составляет 434 900 человек.
| 1962    | 1968    | 1975    | 1982   | 1990   | 1999    | 2010    |
| ------- | ------- | ------- | ------ | ------ | ------- | ------- |
| 128 677 | 123 428 | 107 902 | 96 317 | 99 351 | 103 552 | 105 421 |

## Климат
| Показатель                     | Янв.  | Фев.  | Март  | Апр. | Май  | Июнь | Июль | Авг. | Сен. | Окт. | Нояб. | Дек.  | Год   |
| ------------------------------ | ----- | ----- | ----- | ---- | ---- | ---- | ---- | ---- | ---- | ---- | ----- | ----- | ----- |
| Абсолютный максимум, °C        | 16,8  | 20,0  | 24,3  | 29,3 | 35,6 | 36,1 | 38,8 | 39,3 | 33,7 | 30,4 | 21,4  | 18,5  | 39,3  |
| Средний суточный максимум, °C  | 4,3   | 6,3   | 10,6  | 14,5 | 18,8 | 22,0 | 24,2 | 23,7 | 20,3 | 14,9 | 8,5   | 5,1   | 14,5  |
| Средняя температура, °C        | 1,8   | 2,8   | 6,2   | 8,8  | 13,2 | 16,4 | 18,7 | 18,5 | 14,9 | 10,3 | 5,2   | 3,0   | 10,0  |
| Средний суточный минимум, °C   | −1,2  | −0,9  | 1,3   | 3,8  | 7,8  | 11,1 | 12,9 | 12,5 | 9,7  | 6,1  | 2,3   | −0,1  | 5,5   |
| Абсолютный минимум, °C         | −21,6 | −24,8 | −15,9 | −6,9 | −4,2 | 1,6  | 2,0  | 2,8  | −1,3 | −7,9 | −12,7 | −21,3 | −24,8 |
| Норма осадков, мм              | 63,3  | 57,2  | 54,7  | 48,0 | 65,5 | 69,7 | 61,7 | 69,5 | 61,4 | 60,1 | 64,7  | 73,3  | 749,6 |
| Источник: Lamétéo, LINTERNAUTE |       |       |       |      |      |      |      |      |      |      |       |       |       |

## Архитектура
Нанси разделяется на старый город с узкими кривыми улочками и старинными зданиями (герцогский дворец, XIV—XVI вв., теперь музей; церковь кордельеров, XV в.) и новый город, строившийся в южном направлении по регулярному плану в XVI—XVII веках. В 1751—1763 годах французский архитектор Эммануэль Эре де Корни создал в центре Нанси ансамбль трёх площадей — выдающийся памятник европейской архитектуры. Перед ратушей (Hôtel de Ville) располагается площадь Станислава с памятником Людовику XV. По другую сторону площади — Триумфальная арка, через которую можно попасть на аллею, ведущую к площади Ла Карьер (Площадь ристалища), пространство которой типа традиционного курдонёра замкнуто аркадой, служащей одновременно переходной галереей на уровне второго этажа окружающих площадь построек. Эта остроумная композиция следует французскому «большому стилю»: классицизму с элементами барокко. Но в деталях декора проявляются элементы рококо, например в рисунке знаменитой кованой ограды площади Станислава (Э. де Корни был учеником ведущего мастера французского рококо Ж. Бофрана). Ограда создана по рисунку декоратора и рисовальщика-орнаменталиста Жана Ламура. Ограда площади, балконные решётки дворца, перила лестниц в интерьерах и многое другое украшены вызолоченными рокайлями, пышными вазонами и трофеями. Завершает ансамбль Плас-д’Альянс.
В 1804 году в Нанси основан Музей изобразительных искусств. Он расположен в одном из корпусов каре площади Станислава. На рубеже XIX—XX веков город Нанси стал одним из важных центров формирования нового искусства (стиля ар нуво) — Школы Нанси. В 1964 году созданы Музей школы Нанси и Музей истории Лотарингии.

## Города-побратимы
У Нанси 10 городов-побратимов:
- Ньюкасл-апон-Тайн, Великобритания (1954)
- Льеж, Бельгия (1954)
- Карлсруэ, Германия (1955)
- Падуя, Италия (1964)
- Канадзава, Япония (1973)
- Кирьят-Шмона, Израиль (1984)
- Люблин, Польша (1988)
- Цинциннати, США (1991)
- Куньмин, КНР (2017)
- Краснодар, Россия (2017)

и 1 город-партнёр:
- Шанжао, КНР